# وارنر کارلسون
وارنر کارلسون (انگلیسی: Werner Karlsson; ۸ ژوئیهٔ ۱۸۸۷ – ۵ فوریهٔ ۱۹۴۶) دوچرخه‌سوار اهل سوئد بود.